# Union nationale (Italie)
Pour les articles homonymes, voir Union nationale.
L'Union Nationale (Unione Nazionale) était un parti politique catholique italien pro-fasciste dans les années 1920, la première de plusieurs organisations politiques « clérico-fascistes » créées au cours de la décennie. Le parti a été créé avec l'autorisation du pape Pie XI, portant le coup de grâce au Parti populaire italien catholique et antifasciste,.
Les membres de l'Union nationale provenaient principalement de catholiques aristocratiques et pro-monarchistes de Turin, Milan et Naples, ainsi que de membres de la « noblesse noire ». Ces groupes représentaient plus de la moitié des signataires du manifeste du parti d'avril 1923. Pollard décrit l'Unione Nazionale comme « essentiellement une clique aristocratique ». Dans son manifeste, le fascisme avait pour objectif d'établir « un ordre social chrétien et italien durable ».
Selon le journal pro-fasciste Il Momento de Turin, le parti était réputé pour son « hostilité à l'égard des œuvres et des organisations syndicales ».
L'Union nationale, et le Centro Nazionale similaire, ont soutenu la liste fasciste lors des élections de mars 1929, mais ont pratiquement disparu de la carte politique après la conclusion des traités du Latran. Le Centro Nazionale a été dissout à l’été 1930, laissant l’Unione Nazionale au rang des derniers partis politiques « clérico-fascistes ».